# Masdevallia molossoides
Masdevallia molossoides är en orkidéart som beskrevs av Friedrich Fritz Wilhelm Ludwig Kraenzlin. Masdevallia molossoides ingår i släktet Masdevallia och familjen orkidéer. Inga underarter finns listade i Catalogue of Life.